# Satjagraha
Satjagraha (dewanagari सत्याग्रह, trl. satyāgraha „uchwycenie prawdy, trzymanie się prawdy”) – ruch społeczny zainicjowany przez Mahatmę Gandhiego. Opiera się na zasadach ahinsy i propagował demonstrowanie własnych przekonań bez uciekania się do stosowania przemocy, za pomocą akcji obywatelskiego nieposłuszeństwa. Adepci identyfikujący się z poglądami satjagrahy nazywani są satjagrahi.

## Etymologia
Ruch powstał w 1884 roku. Początkowo stosowano tę metodę w Afryce Południowej (1908) pod nazwą biernego oporu.
Potem prowadzony był w Indiach Brytyjskich (1920) jednak jako satjagraha. Do zmiany nazwy doszło już w Afryce. Gandhi był nieusatysfakcjonowany określeniem bierny opór, jego zdaniem nie oddawało sensu prowadzonej walki. Posłużył się redagowanym przez siebie tygodnikiem Indian Opinion i ogłosił konkurs na celniejszą nazwę. Zwycięzcą wyłoniono Indusa o nazwisku Gandhi, który zaproponował termin satjagraha  (siła prawdy, upieranie się przy prawdzie) wywiedziony od dwóch pojęć indyjskich:
- sat – prawda
- agraha – niezłomność.

## Doktryna
Nazwa ruchu nawiązuje do ważnego w filozofii indyjskiej pojęcia prawdy satja i przekonania o mistycznej sile człowieka pozostającego w stanie prawdy. Walka bez użycia bezpośredniej przemocy wykazywała moralną wyższość nad brutalnymi akcjami policji i falami aresztowań. Satjagrahiści pojmowali ją jako oręż silnych, którzy nie żywią nienawiści do nieprzyjaciela.